# Ugglehult
Ugglehult var tidigare namnet på en hållplats på Södra stambanan norr om Alvesta. Hållplatsen hade en enkel hållplatsstuga med väntrum och expeditionsutrymme där biljetter kunde köpas och gods polletteras. Platsvakten hade sin bostad i en särskild byggnad. Hållplatsen trafikerades ofta bara av ett tågpar dagligen och lades ned på slutet av 1960-talet. Idag finns i Ugglehult ett fåtal hus och bondgårdar samt den gamla platsvaktstugan. Södra stambanan löper dock fortfarande förbi platsen.